# Radófa
Radófa (szlovénül: Radovci) falu a Muravidéken, Szlovéniában. Közigazgatásilag Felsőlendva községhez (Občina Grad) tartozik.

## Fekvése
Muraszombattól 20 km-re északnyugatra, Felsőlendvától 3 km-re délre a Vendvidéki-dombság (Goričko) területén a Spunika-patak völgyében fekszik. Főbb részei: Vuča dolina, Koncvenklinovi, Balažinova graba, Sukičova dolina, Drvaričeva ravnina, Sabotinovi, Fertelov rob, Lončarova dolina és Melinova graba.

## Története
A település azon 73 falu közé tartozott, melyeket I. Lajos magyar király cserélt el 1365-ben Széchy Miklóssal Éleskő és Miskolc uradalmáért, valamint a Szent Péter és Pál apostolok tiszteletére létesült tapolcai apátság kegyuraságáért. Az oklevélben "Ladafalua" néven említik először, a felsőlendvai uradalom része volt. Eredeti neve Ladafalva volt, a Lada a magyar László névváltozata. 1499-ben már "Radachowcz" néven említik. 1685-ben Széchy Katalinnal kötött házassága révén Nádasdy Ferenc birtoka lett és egészen a 19. század közepéig a család birtoka maradt. Egyházilag Felsőlendva plébániájához tartozott.
Fényes Elek szerint "Radócz, vindus falu, Vas vgyében, a felső-lendvai uradalomban, 130 kath., 103 evang. lak."
Vas vármegye monográfiája szerint "Radófalva, 68 házzal és 361 r. kath. és ág. ev. vallású, vend lakossal. Postája Felső-Lendva, távírója Szt.-Gotthárd."
1910-ben 555, túlnyomórészt szlovén lakosa volt. A trianoni békeszerződésig Vas vármegye Muraszombati járásához tartozott. Az első világháború után először a de facto Vendvidéki Köztársaság, majd a Szerb–Horvát–Szlovén Királysághoz csatolták, ami 1929-től Jugoszlávia nevet vette fel. 1941-ben átmeneti időre ismét Magyarországhoz tartozott, 1945 után visszakerült jugoszláv fennhatóság alá. 1971-ben 80 házban és 90 háztartásban 400 lakos élt itt. 1991 óta a független Szlovénia része. Lakosságának száma folyamatosan csökken, néhány ház már az összeomlás szélén áll. 2002-ben már csak 226 lakosa volt.

## Híres szülöttek
- Bernyák Ferenc a történelmi Tótság esperese.